# Sahline
Sahline (arabă لساحلين) este un oraș în Sahel, Tunisia.